# Nechelpuntbos
Het Nechelpuntbos is een kleinschalig bosgebied in de Belgische gemeente Herne. Het gebied is 0,5990 ha groot en is eigendom van Natuurpunt. Het gebied werd in 2011 aangekocht voor een bedrag van € 10.806,67 met een subsidie van € 5.510,80 van de Vlaamse overheid. Voordien was het gebied al enkele jaren in beheer bij Natuurpunt.